# Дагенем енд Редбрідж
ФК «Дагенем енд Редбрідж» (англ. Dagenham & Redbridge Football Club) — англійський футбольний клуб з Дагенема, Лондон, заснований у 1992 році. Виступає в Національній лізі. Домашні матчі приймає на стадіоні «Вікторія Роуд», потужністю 6 078 глядачів.